# مسجد تقسيم
مسجد تقسيم (بالتركية: Taksim Camii)‏ هو مسجد يُطل على ميدان تقسيم وسط مدينة إسطنبول في تركيا جرى افتتاحه في 2021، بدأت أعمال البناء في 17 فبراير 2017 واستمرت لمدة أربع سنوات. افتُتح المسجد بعد صلاة يوم الجمعة 28 مايو 2021 بحضور الرئيس التركي رجب طيب أردوغان، حيث أقيمت صلاة الجمعة الأولى في المسجد ورفع أول أذان فيه بحضور آلاف المصلين الذين ملؤوا المسجد وساحة تقسيم الشهيرة.

## تاريخه

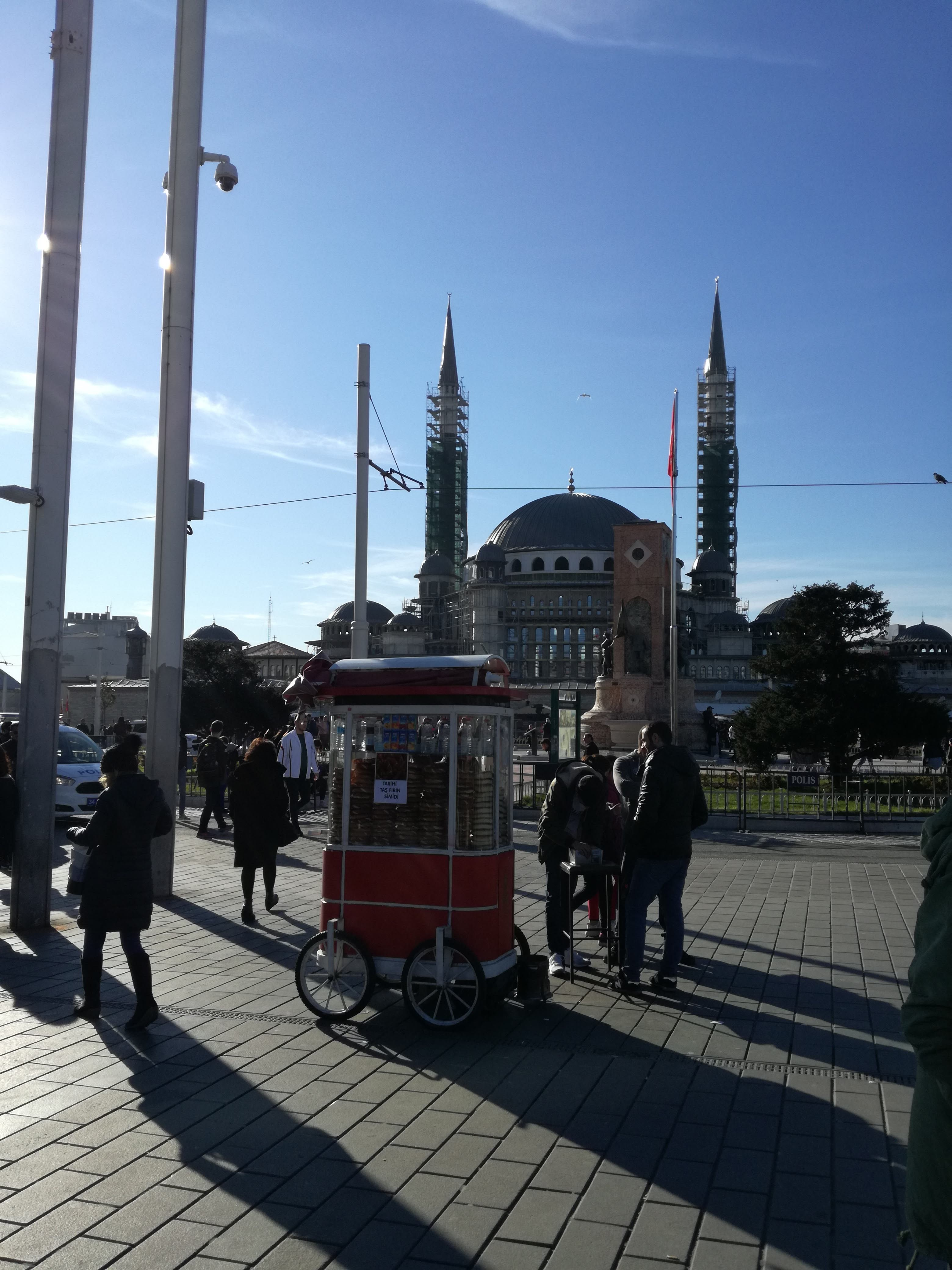
مسجد تقسيم

كان مخطط مسجد ميدان تقسيم قيد الإعداد منذ عام 1952، حيث تأسست «جمعية بناء مسجد تقسيم ورعايته» بهدف بناء مسجد في ساحة تقسيم، لكنها أغلقت بعد انقلاب 1980 في تركيا. وأوقف مجلس الدولة مشروع مسجد تقسيم عام 1983 مبررًا ذلك أنه «لا يخدم المصلحة العامة».
ظل مسجد تقسيم على جدول أعمال حكومتي توركوت أوزال في الثمانينيات ونجم الدين أربكان في عام 1996. لكن اعترضت إحدى المحاكم على بناء المسجد بحجة أنه سيكون ضد المصلحة العامة، كما اشتعلت موجة من الاحتجاجات في عام 2013. وفي يناير 2017 وافق مجلس الحفاظ على الآثار الثقافية على بناء المسجد، وبالتالي أُزيلت آخر عقبة أمام بناء المسجد. كان الرئيس رجب طيب أردوغان قد دافع عن قضية بناء المسجد منذ أن أصبح عمدة إسطنبول عام 1994. وتعود ملكية الأرض التي أقيم عليها المسجد حالياً للمديرية العامة للمؤسسات.

## التصميم
صُمّم من قبل اثنين من المهندسين المعماريين الأتراك على طراز فن العمارة الزًخرفي، ويمكن أن يستوعب المسجد المكون من ثلاثة طوابق ما يصل إلى 3000 مصلي في نفس الوقت.
باستثناء المآذن، يبلغ ارتفاع المسجد حوالي 30 متراً، وهو نفس ارتفاع الكنيستين التاريخيتين في الجوار. ويضم المسجد قاعة للمؤتمرات والمعارض ومرآب للسيارات تحت الأرض.